# Wereldkampioenschappen badminton 2006

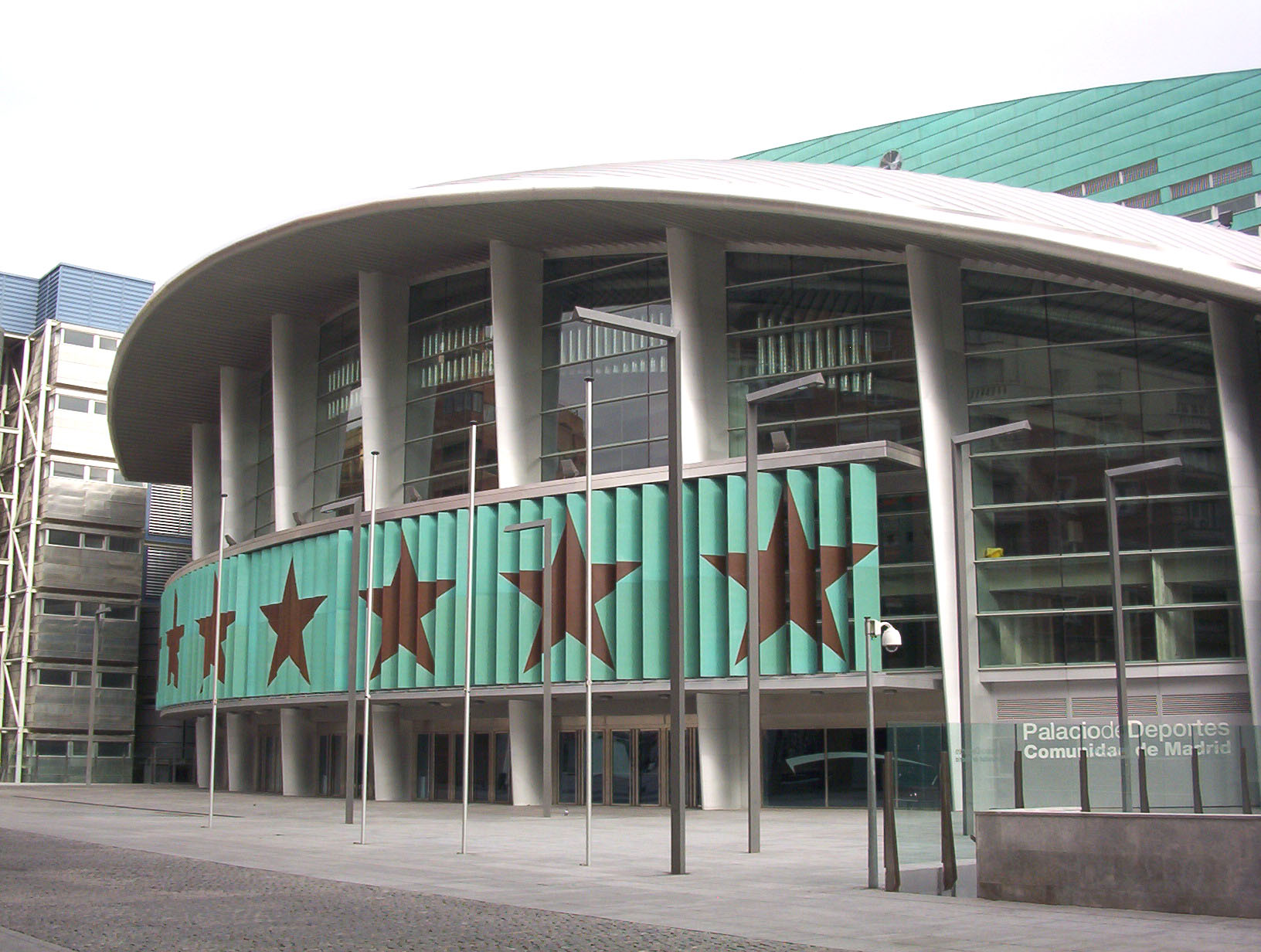
Palacio de Deportes in Madrid, waarin het kampioenschap plaatsvond

De 15e wereldkampioenschappen badminton werden van 18 tot 24 september 2006 georganiseerd in Madrid (Spanje). Het toernooi werd georganiseerd door de Internationale Badminton Federatie IBF. Er werd gestreden om vijf titels, te weten:
- Mannen enkelspel
- Vrouwen enkelspel
- Mannen dubbelspel
- Vrouwen dubbelspel
- Gemengd dubbelspel

## Belgische deelnemers
Geen enkele Belgische deelnemer kon een wedstrijd winnen. Wouter Claes en Frederic Mawet behaalden wel de tweede ronde omdat ze in de eerste ronde vrij waren.
| Naam                            | Onderdeel          | Resultaat | Tegenstanders (uitslagen)                                          |
| ------------------------------- | ------------------ | --------- | ------------------------------------------------------------------ |
| Nathalie Descamps               | vrouwen enkelspel  | 1e ronde  | 1R: Yoanna Martinez (12-21, 20-22)                                 |
| Wouter Claes Frederic Mawet     | mannen dubbelspel  | 2e ronde  | 1R: geen wedstrijd 2R: Jung Jae Sung / Lee Yong Dae (12-21, 12-21) |
| Elie Balligand Frederic Gaspard | mannen dubbelspel  | 1e ronde  | 1R: Hwang Ji Man / Han Sang Hoon (8-21, 11-21)                     |
| Wouter Claes Nathalie Descamps  | gemengd dubbelspel | 1e ronde  | 1R: Tsai Chia-Hsin / Cheng Wen-Hsing (13-21, 16-21)                |

## Nederlandse deelnemers
Voor Nederland kwamen de volgende deelnemers in actie.
| Naam                                     | Onderdeel          | Resultaat | Tegenstanders (uitslagen)                                                                                      |
| ---------------------------------------- | ------------------ | --------- | --- |
| Dicky Palyama                            | mannen enkelspel   | 3e ronde  | 1R: Aamir Ghaffar (21-18, 21-14) 2R: Roman Spitko (21-19, 21-11) 3R: Muhd Hafiz B Hashim (21-16, 19-21, 13-21) |
| Eric Pang                                | mannen enkelspel   | 3e ronde  | 1R: Chan Yan Kit (21-11, 21-14) 2R: Yousuke Nakanishi (21-19, 21-15) 3R: Lee Hyun-Il (16-21, 6-21)             |
| Jurgen Wouters Ruud Bosch                | mannen dubbelspel  | 1e ronde  | 1R: Lars Paaske / Jonas Rasmussen (7-21, 15-21)                                                                |
| Rachel van Cutsen                        | vrouwen enkelspel  | 2e ronde  | 1R: Shannon Pohl (21-5, 21-12) 2R: Xie Xingfang (13-21, 16-21)                                                 |
| Yao Jie                                  | vrouwen enkelspel  | 2e ronde  | 1R: Yu Hirayama (21-16, 21-11) 2R: Monthila Meemek (niet gespeeld)                                             |
| Rachel van Cutsen Paulien van Dooremalen | vrouwen dubbelspel | 1e ronde  | 1R: Jo Novita / Gresya Polii (10-21, 21-19, 9-21)                                                              |
| Jurgen Wouters Paulien van Dooremalen    | gemengd dubbelspel | 2e ronde  | 1R: Luka Petric / Maja Tvrdy (19-21, 21-17, 21-16) 2R: Zheng Bo /Zhao Tingting (10-21, 6-21)                   |

## Medailleoverzicht
| Onderdeel          | Goud                       | Zilver                      | Brons                                    |
| ------------------ | -------------------------- | --------------------------- | ---------------------------------------- |
| Mannen enkelspel   | Lin Dan                    | Bao Chunlai                 | Chen Hong                                |
| Mannen enkelspel   | Lin Dan                    | Bao Chunlai                 | Lee Hyun-il                              |
| Vrouwen enkelspel  | Xie Xingfang               | Zhang Ning                  | Xu Huaiwen                               |
| Vrouwen enkelspel  | Xie Xingfang               | Zhang Ning                  | Petra Overzier                           |
| Mannen dubbelspel  | Fu Haifeng Cai Yun         | Anthony Clark Robert Blair  | Jens Eriksen Martin Lundgaard Hansen     |
| Mannen dubbelspel  | Fu Haifeng Cai Yun         | Anthony Clark Robert Blair  | Lars Paaske Jonas Rasmussen              |
| Vrouwen dubbelspel | Gao Ling Huang Sui         | Zhang Yawen Wei Yili        | Yang Wei Zhang Jiewen                    |
| Vrouwen dubbelspel | Gao Ling Huang Sui         | Zhang Yawen Wei Yili        | Du Jing Yu Yang                          |
| Gemengd dubbelspel | Nathan Robertson Gail Emms | Anthony Clark Donna Kellogg | Kien Keat Koo Pei Tty Wong               |
| Gemengd dubbelspel | Nathan Robertson Gail Emms | Anthony Clark Donna Kellogg | Sudket Prapakamol Saralee Thoungthongkam |

## Medailletabel
| Plaats | Land       | Goud | Zilver | Brons | Totaal |
| 1      | China      | 4    | 3      | 3     | 10     |
| 2      | Engeland   | 1    | 2      | 0     | 3      |
| 3      | Denemarken | 0    | 0      | 2     | 2      |
| 3      | Duitsland  | 0    | 0      | 2     | 2      |
| 5      | Zuid-Korea | 0    | 0      | 1     | 1      |
| 5      | Thailand   | 0    | 0      | 1     | 1      |
| 5      | Maleisië   | 0    | 0      | 1     | 1      |
| Totaal | Totaal     | 5    | 5      | 10    | 20     |

Malmö 1977 · 
Jakarta 1980 · 
Kopenhagen 1983 · 
Calgary 1985 · 
Peking 1987 · 
Jakarta 1989 · 
Kopenhagen 1991 · 
Birmingham 1993 · 
Lausanne 1995 · 
Glasgow 1997 · 
Kopenhagen 1999 · 
Sevilla 2001 · 
Birmingham 2003 · 
Anaheim 2005 · 
Madrid 2006 · 
Kuala Lumpur 2007 · 
New Delhi 2009 · 
Parijs 2010 · 
Londen 2011 ·
Guangzhou 2013 ·
Kopenhagen 2014 ·
Jakarta 2015 ·
Glasgow 2017 · 

Nanjing 2018 ·
Bazel 2019 ·
Huelva 2021 ·
Tokio 2022 ·
Kopenhagen 2023